# Steenkerke (West-Vlaanderen)
Steenkerke is een landelijk dorpje in de Belgische provincie West-Vlaanderen en een deelgemeente van stad Veurne. Het patronaatsrecht behoorde toe aan de abt van de Sint-Bertijnsabdij te Sint-Omaars. Het dorp telt 409 inwoners (juni 2011). De dorpskern ligt nog steeds tussen de velden, maar bevindt zich slechts op een drietal kilometer van de stedelijke kern en een paar honderd meter van het industrieterrein van Veurne, waarvan het door de snelweg A18/E40 wordt gescheiden.

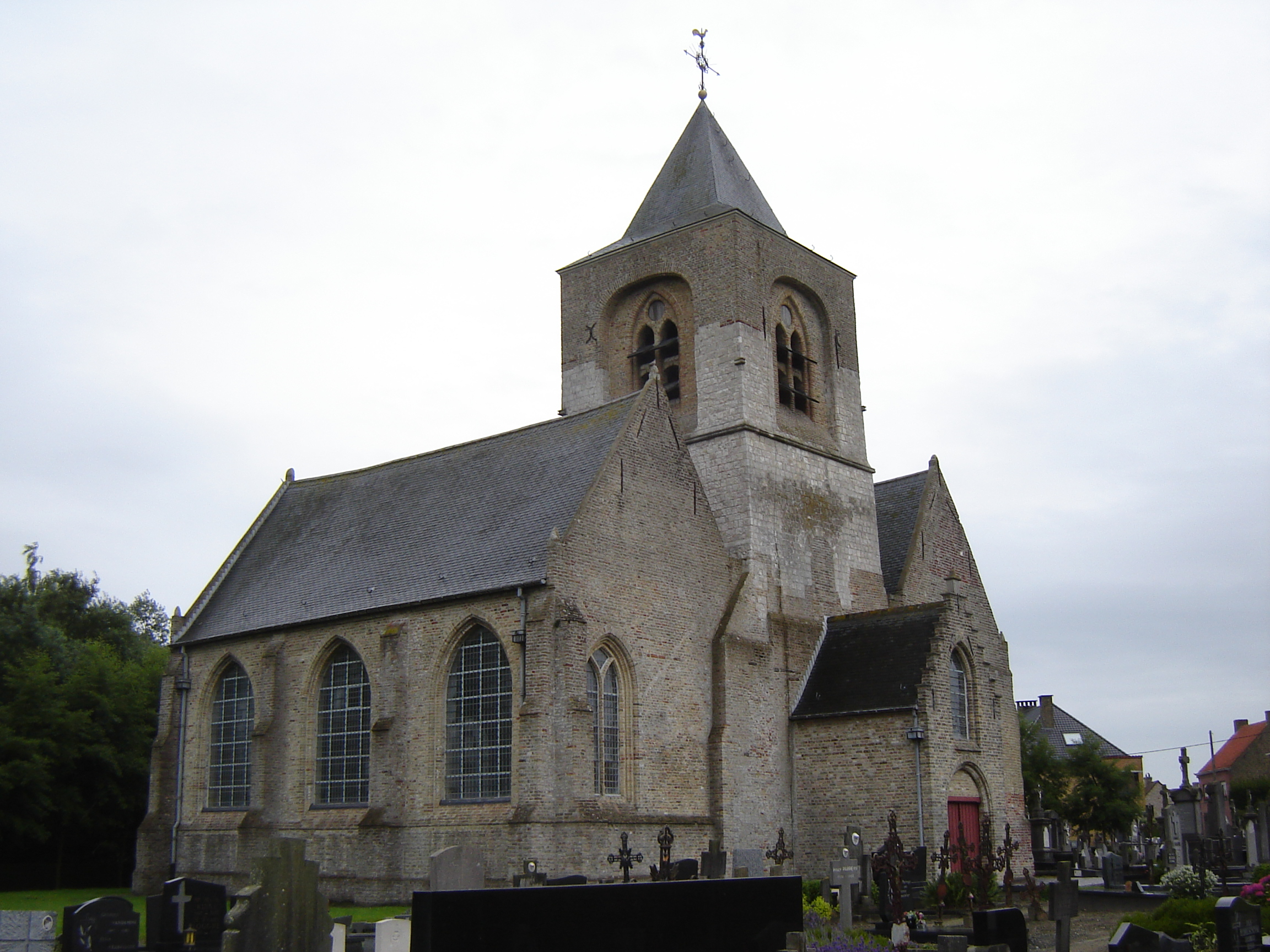
De Sint-Laurentiuskerk

## Geschiedenis
In 828 werd melding gemaakt van een stichting door de Abdij van Sint-Bertinus te Sint-Omaars. In 1094 werd Steenkerke een zelfstandige parochie, waarvan zich Eggewaartskapelle in 1111, Avekapelle in 1149, en Bulskamp in 1199 afsplitsten.
Omstreeks 1300 werd de streek bezet door de Fransen. De Veurne-Ambachtse troepen, onder leiding van Eustachius Sporkin, namen deel aan de Gulden Sporenslag (1302). Sporkin bewoonde het Hof van Sporkin. Tot 1798 lag Sporkin in een praalgraf in de Steenkerkse kerk. In 1328 vonden 74 Steenkerkenaren de dood tijdens de Slag bij Kassel.
In 1583 werd de Sint-Laurentiuskerk door de geuzen verwoest, en latere troebelen in 1650, 1659, en 1702 zorgden eveneens voor vernielingen, terwijl ook de Franse tijd (einde 18e eeuw) zijn sporen naliet.
Op de Ferrariskaarten uit 1777 is Steenkerke (Steenkercke) te zien als een piepklein dorpje tussen de velden en vooral drassige weilanden. Ten noorden van de Steengracht was enkel de kerk en twee boerderijen, ten zuiden waren er ook een vijftal huizen en boerderijen.
Tijdens de Eerste Wereldoorlog bleef het dorp echter grotendeels gespaard, maar tijdens de Tweede Wereldoorlog, in 1944, vonden door de Duitsers inundaties plaats.

## Bezienswaardigheden

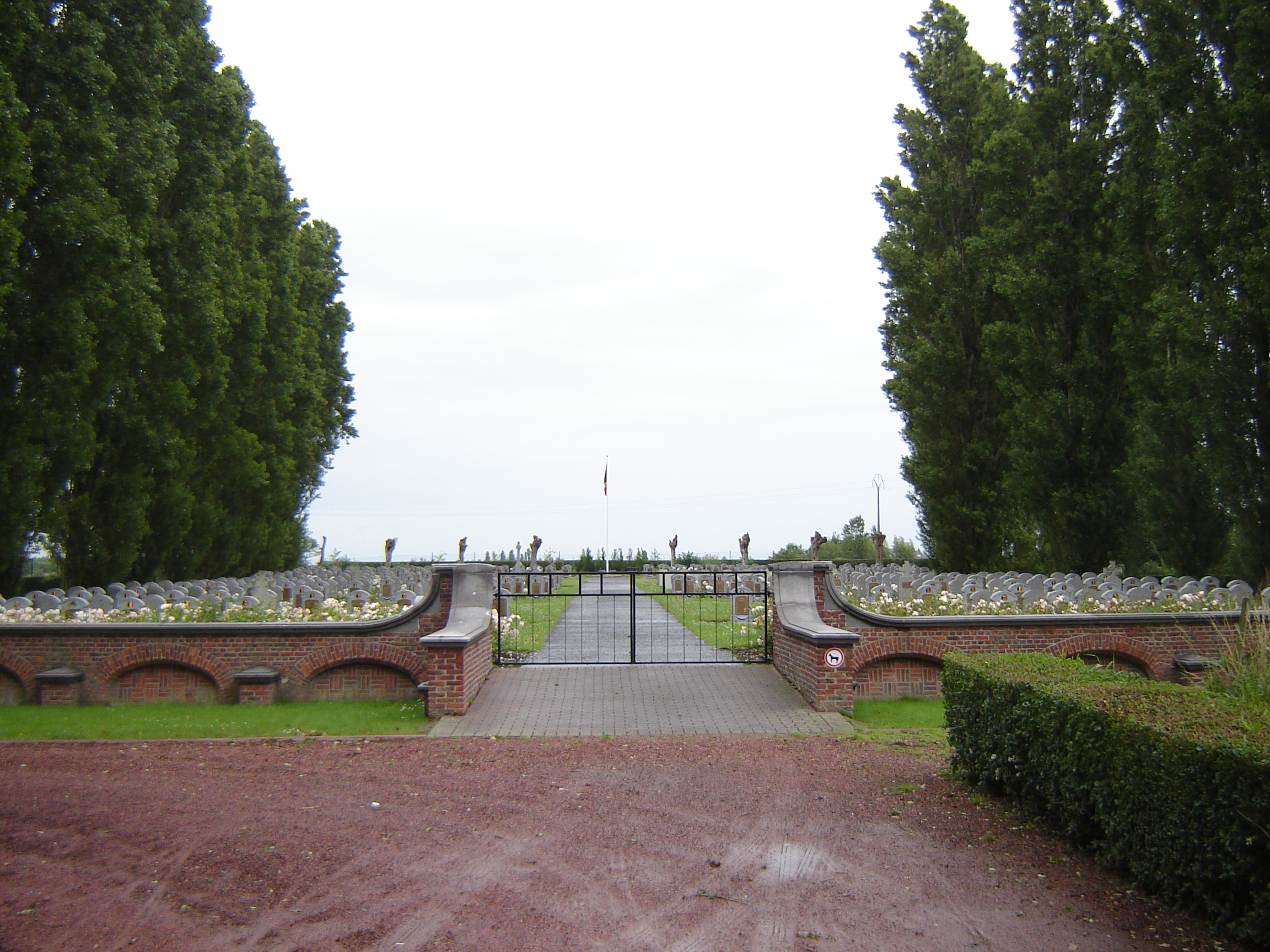
Belgisch militair kerkhof

- De Sint-Laurentiuskerk. Deze kerk bezit nog een (voor een deel) 12e-eeuwse Romaanse toren die, samen met het kerkorgel, sinds 1993 beschermd is.
- Op het gemeentelijk kerkhof van Steenkerke liggen 2 Britse gesneuvelden uit de Tweede Wereldoorlog.
- Achter de kerk ligt de Belgische militaire begraafplaats van Steenkerke, met gesneuvelden uit de Eerste Wereldoorlog. De begraafplaats telt ook 30 Britse graven. In 1920 bracht de eerste IJzerbedevaart hulde aan Joe English die op dit kerkhof begraven lag, voordat hij bijgezet werd in de crypte van de IJzertoren.
- Steenkerke heeft nog twee 19e-eeuwse hoeven, namelijk in de Bewesterpoort en in de Valkestraat. De Roode Poort is een 18e-eeuwse hoeve.

## Natuur en landschap
Steenkerke ligt in de Oudlandpolders op een hoogte van ongeveer 3 meter. Door de kom loopt de Steengracht. Ten westen van het dorp vindt men de Lovaart. In het noorden werd de A18 aangelegd, een autosnelweg die het landelijk gebied scheidt van de bebouwing van Veurne.

## Demografische ontwikkeling
Bronnen: NIS, www.westhoek.be en Stad Veurne. Opm:1806 t/m 1991=volkstellingen; 1999=inwoneraantal op 1 januari; 2008=inwoneraantal op 14 februari; 2011=inwoneraantal op 14 juni

## Bekende inwoners
- Willem Vermandere (1940-), zanger in West-Vlaams dialect.

## Trivia
- In juli 2012 kwam het dorpje in het nieuws, vanwege een opmerkelijk bouwverbod. Onder het dorpje loopt namelijk de glasvezelkabel die toen onder andere essentieel was voor de doorgifte van de beelden van de Olympische Spelen in Londen. Mocht de kabel beschadigd geworden zijn, dan waren er in heel Europa geen beelden van de Spelen te zien geweest.[1]

## Nabijgelegen kernen
Veurne, Eggewaartskapelle, Avekapelle, Bulskamp